# Паркентский канал

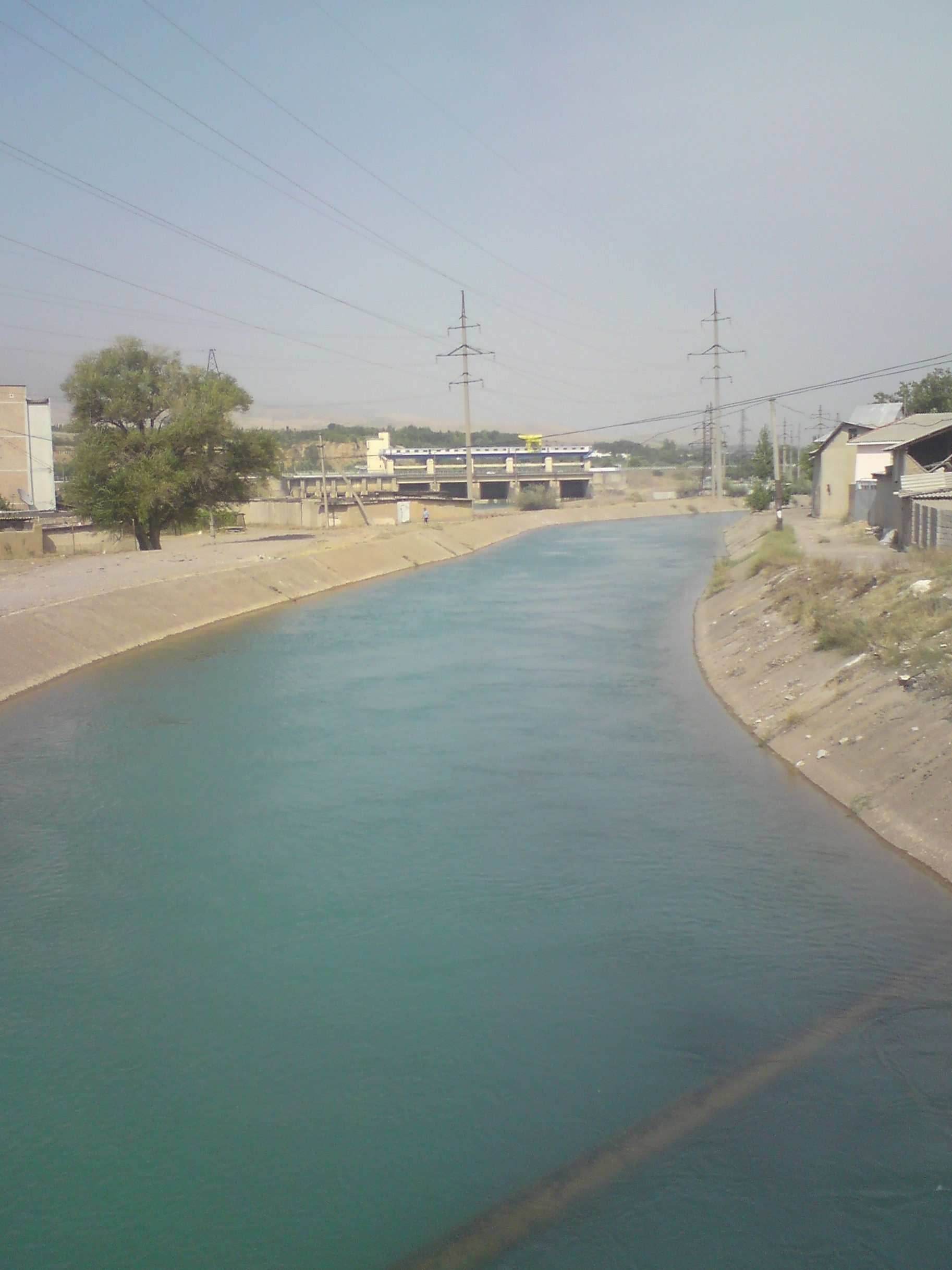
Паркентский канал в верхнем течении (на заднем плане видны сооружения Газалкентского гидроузла

Паркентский канал, Паркентский магистральный канал, Канал Паркент (узб. Parkent kanali) — оросительный канал, левый отвод реки Чирчик, крупное гидротехническое сооружение в Ташкентском вилояте. Орошает 30,3 тыс. га земель в Бостанлыкском, Паркентском, Юкоричирчикском и Ахангаранском туманах.

## Описание
Проектная длина канала составляет 96 км, в настоящее время функционирует часть длиной 83,3 км. Первая очередь строительства (69 км) велась в 1975—1983 годах; вторая очередь (14,3 км) — в 1988—1997 годах. Ширина Паркентского канала за головным сооружением составляет 6—7 м, глубина 3,6—3,8 м; в нижнем течении — 2—2,5 м и 2,1—2,4 м соответственно. Расход воды в головном сооружении составляет 51—57 м³/с, в нижнем течении — 7—10,4 м³/с.
На пути канала имеется 12 дюкеров, 8 акведуков, 1 железнодорожный мост, 21 автомобильный мост, 7 гидропостов.
Паркентский канал отходит слева от реки Чирчик на Газалкентском гидроузле. Общее направление течения — юго-восточное, однако из-за сложного рельефа местности русло проведено со множеством изгибов.